# 斗門駅 (福州市)
斗門駅（ともんえき）は中華人民共和国福建省福州市晋安区にある福州地下鉄1号線の駅。2017年1月6日に開業した。

## 駅構造
島式ホーム1面2線を有する地下駅であり、出口は3か所ある。

### 駅階層
| 地面     |                              | 出入口                             |
| 地下1階  | ホール                       | 改札口、駅事務所                   |
| 地下2 階 | ■1番線                       | → ← ■1号線 象峰方面 （福州火車站） |
| 地下2 階 | 島式ホーム、左側のドアが開く |                                    |
| 地下2 階 | ■2番線                       | → ■1号線 三江口方面 （樹兜） →     |

## 駅周辺
周辺は行政施設が多い。
- 財政部駐福建省財政監察委員事務所
- 環南公園
- 福建省光学技術研究所
- 福建省人民検察院
- 国家標準館福建分館
- 福州市タバコ専売局
- 温泉公園

## 歴史
- 2011年11月4日 - 駅の工事が開始[3]。
- 2013年9月11日 - 斗門〜樹兜間のトンネルが貫通する[4]。
- 2017年1月6日 - 開業[1][2]。

## 隣の駅
福州地下鉄
■1号線
福州火車站駅 - 斗門駅 - 樹兜駅